# Leptospermum trinervium
Leptospermum trinervium là một loài thực vật có hoa trong Họ Đào kim nương. Loài này được (Sm.) Joy Thomps. mô tả khoa học đầu tiên năm 1989.